# Schmirnbach
Der Schmirnbach ist ein Bach in Tirol, Österreich, der das Schmirntal durchfließt.

## Verlauf

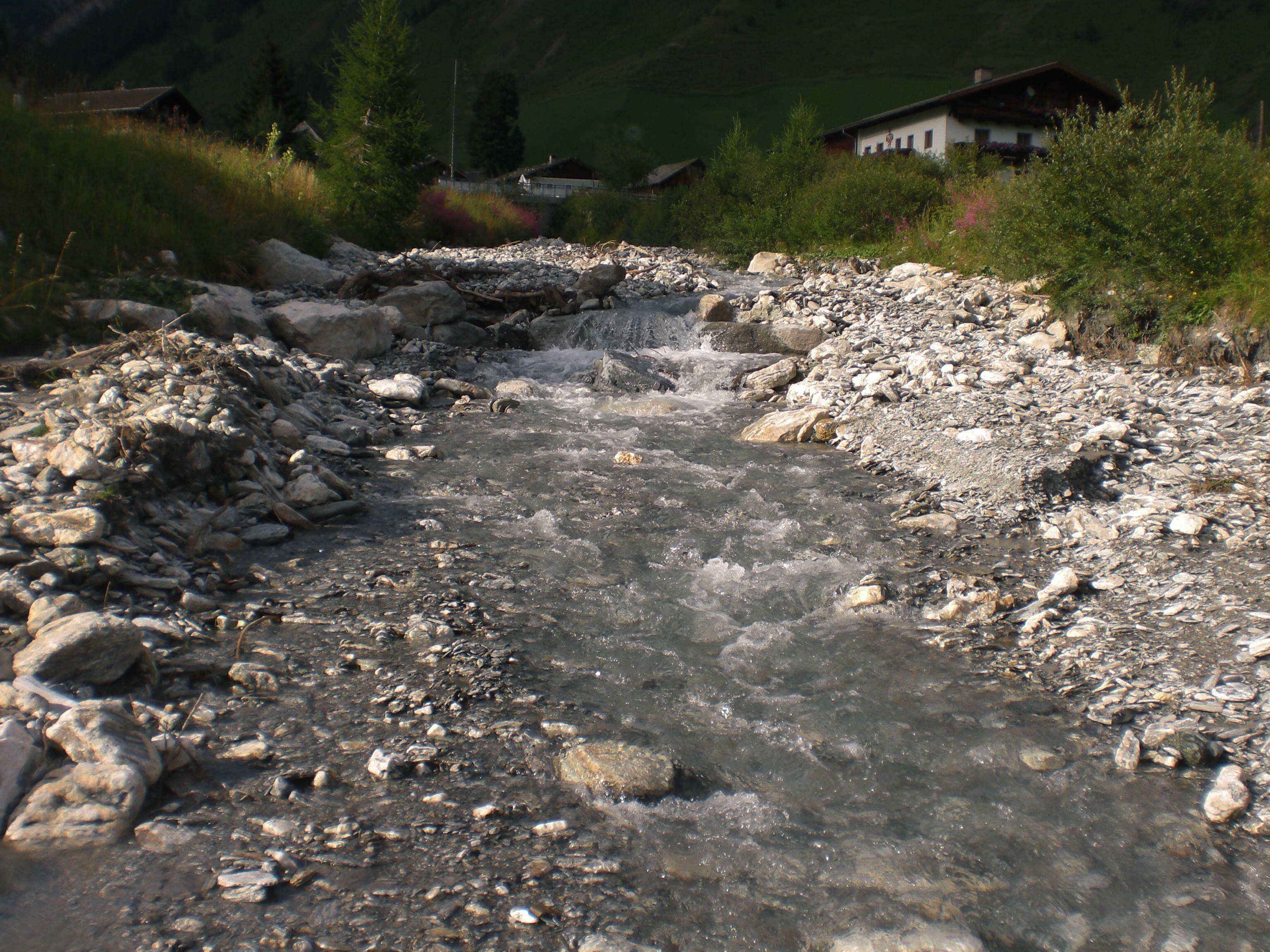
Der Kluppenbach bei Madern, kurz vor dem Zusammenfluss mit dem Kaserer Bach

Der Schmirnbach entsteht aus dem Zusammenfluss von Kluppenbach und Wildlahnerbach bei Toldern (Gemeinde Schmirn) in der Innerschmirn. Alternativ wird bereits der Abschnitt des Kluppenbaches ab dem Zusammenfluss mit dem Kaserer Bach (⊙) bei Madern im hinteren Schmirntal als Schmirnbach bezeichnet. Die Quellbäche entspringen in den Tuxer und Zillertaler Alpen in über 2500 m Höhe. Der Schmirnbach fließt Richtung Südwesten durch das Schmirntal und vereinigt sich in St. Jodok am Brenner mit dem aus dem Valser Tal kommenden Valser Bach, bevor dieser 1 km weiter bei Stafflach (Gemeinde Steinach am Brenner) in die Sill mündet. Gelegentlich wird der unterste Abschnitt ab dem Zusammenfluss auch als Schmirnbach bezeichnet.

### Quellbäche
- Der Kluppenbach ist 7,9 km lang und entspringt dem Staffelsee unterhalb des Geiers auf 2660 m ü. A. (⊙)

- Der Kaserer Bach ist 5,2 km lang und entspringt am Kleinen Kaserer auf 2523 m ü. A. (⊙)

- Der Wildlahnerbach ist 6,2 km lang und entspringt unterhalb des Olperers auf 2598 m ü. A.(⊙)

Zusammen mit dem Kluppenbach als längstem Quellbach weist der Schmirnbach eine Länge von 15,1 km und einen Höhenunterschied von 1536 m auf.

## Einzugsgebiet
Das Einzugsgebiet des Schmirnbachs beträgt 62,0 km², die höchste Erhebung darin ist der Olperer mit 3476 m ü. A. Bei seiner Einmündung in den Valser Bach entwässert der Schmirnbach ein deutlich größeres Einzugsgebiet als dieser (47,3 km²).

## Umwelt
Während die Quellbäche und Zuflüsse weitgehend naturbelassen sind, sind die Ufer des Schmirnbachs streckenweise, im Unterlauf sogar durchgehend verbaut. Der Schmirnbach weist im gesamten Verlauf Gewässergüteklasse I-II auf (Stand 2005).